# Quận Big Stone, Minnesota
Quận Big Stone là một quận Minnesota, Hoa Kỳ. Quận lỵ đóng ở Ortonville 6. Theo điều tra dân số năm 2000 của Cục Thống kê Dân số Hoa Kỳ, quận có dân số 5820 người 2.

## Địa lý
Theo Cục Thống kê Dân số Hoa Kỳ, quận có diện tích tổng cộng 497 dặm vuông Anh (1.287,2 km2), trong đó có 31 dặm vuông Anh (80,3 km2) là diện tích mặt nước.

### Quận giáp ranh
- Quận Traverse, Minnesota (bắc)
- Quận Stevens, Minnesota (đông bắc)
- Quận Swift, Minnesota (đông nam)
- Quận Lac qui Parle, Minnesota (nam)
- Quận Grant, South Dakota (tây nam)
- Quận Roberts, South Dakota (tây bắc)

### Xa lộ
- U.S. Highway 12
- U.S. Highway 75
- Minnesota State Highway 7
- Minnesota State Highway 28